# Göröghegy
Göröghegy (horvátul: Grkaveščak), falu  Horvátországban, Muraköz megyében. Közigazgatásilag Muraszentmárton községhez tartozik.

## Fekvése
Csáktornyától 15 km-re északnyugatra, községközpontjától Muraszentmártontól 4 km-re délre a Muraközi-dombság területén fekszik.

## Története
2001-ben 144 lakosa volt.

## Nevezetességei
Gonzaga Szent Alajos tiszteletére szentelt kápolnája.

## Külső hivatkozások
- Muraszentmárton honlapja
- Muraszentmárton község honlapja (horvát nyelven)